# Imigração angolana no Brasil
Há uma pequena mas reconhecível comunidade de angolanos no Brasil composta principalmente de imigrantes e expatriados de Angola. Em 2020, havia uma estimativa de 17 294 cidadãos angolanos registrados no Brasil, a maioria estando no país com vistos de estudante ou de trabalho.
Além do número de expatriados angolanos que residem atualmente no Brasil, milhões de afro-brasileiros têm considerável ascendência angolana, como resultado do transporte e tráfico de escravos no transatlântico de Angola para o Brasil até o século XIX.